# Masters de Canadá 2018
El Masters de Canadá 2018 fue un torneo de tenis que se jugó en pista dura al aire libre. Se trató de la edición 129.ª (para los hombres) y la 117.ª (para las mujeres) del Masters de Canadá, y fue parte de los ATP World Tour Masters 1000 de los Torneos ATP en 2018, y de los WTA Premier 5 en los torneos Torneos WTA en 2018. El torneo femenino se disputó en el estadio Uniprix de Montreal, y el masculino en el Aviva Centre de Toronto, del 6 al 12 de agosto de 2018, el cual perteneció a un conjunto de torneos que forman parte del US Open Series 2018.

## Puntos y premios

### Distribución de Puntos
| Evento                 | G    | F   | SF  | CF  | Ronda de 16 | Ronda de 32 | Ronda de 64 | Q  | Q2 | Q1 |
| Individuales Masculino | 1000 | 600 | 360 | 180 | 90          | 45          | 10          | 25 | 16 | 0  |
| Dobles Masculino       | 1000 | 600 | 360 | 180 | 90          | 0           | —           | —  | —  | —  |
| Individuales Femenino  | 900  | 585 | 350 | 190 | 105         | 60          | 1           | 30 | 20 | 1  |
| Dobles Femenino        | 900  | 585 | 350 | 190 | 105         | 5           | —           | —  | —  | —  |

### Premios monetarios
| Evento                 | G          | F        | SF       | CF       | Ronda de 16 | Ronda de 32 | Ronda de 64 | Q2     | Q1     |
| Individuales Masculino | $1,020,425 | $500,340 | $251,815 | $128,050 | $66,490     | $35,055     | $18,930     | $4,360 | $2,220 |
| Individuales Femenino  | $501,975   | $243,920 | $122,190 | $58,185  | $28,030     | $14,360     | $7,745      | $3,150 | $1,905 |
| Dobles Masculino       | $316,000   | $154,710 | $77,600  | $39,830  | $20,590     | $10,860     | —           | —      | —      |
| Dobles Femenino        | $143,600   | $72,534  | $35,910  | $18,075  | $9,170      | $4,530      | —           | —      | —      |

## Cabezas de serie

### Individuales masculino
Los cabezas de serie están establecidos al ranking del 30 de julio.
| N.º | Clasif | Jugador               | Puntos Antes | Puntos que defender | Puntos ganados | Puntos Después | Actuación en el torneo                           |
| --- | ------ | --------------------- | ------------ | ------------------- | -------------- | -------------- | ------------------------------------------------ |
| 1   | 1      | Rafael Nadal          | 9310         | 90                  | 1000           | 10 220         | Campeón, venció a Stefanos Tsitsipas             |
| 2   | 3      | Alexander Zverev      | 5665         | 1000                | 180            | 4845           | Cuartos de final, perdió ante Stefanos Tsitsipas |
| 3   | 4      | Juan Martín del Potro | 5500         | 45                  | 0              | 5455           | Baja por lesión antes de la segunda ronda.       |
| 4   | 6      | Kevin Anderson        | 4355         | 180                 | 360            | 4535           | Semifinales, perdió ante Stefanos Tsitsipas      |
| 5   | 5      | Grigor Dimitrov       | 4610         | 90                  | 180            | 4700           | Cuartos de final, perdió ante Kevin Anderson [4] |
| 6   | 7      | Marin Čilić           | 3905         | 0                   | 180            | 4085           | Cuartos de final, perdió ante Rafael Nadal [1]   |
| 7   | 8      | Dominic Thiem         | 3665         | 10                  | 10             | 3665           | Segunda ronda, perdió ante Stefanos Tsitsipas    |
| 8   | 9      | John Isner            | 3490         | 10                  | 90             | 3570           | Tercera ronda, perdió ante Karen Jachanov        |
| 9   | 10     | Novak Djokovic        | 3355         | 0                   | 90             | 3445           | Tercera ronda, perdió ante Stefanos Tsitsipas    |
| 10  | 11     | David Goffin          | 3120         | 45                  | 10             | 3085           | Primera ronda, perdió ante Milos Raonic          |
| 11  | 12     | Diego Schwartzman     | 2470         | 180                 | 90             | 2380           | Tercera ronda, perdió ante Marin Čilić [6]       |
| 12  | 13     | Pablo Carreño         | 2290         | 45                  | 45             | 2290           | Segunda ronda, perdió ante Karen Jachanov        |
| 13  | 19     | Jack Sock             | 1850         | 45                  | 10             | 1815           | Primera ronda, perdió ante Daniil Medvédev [Q]   |
| 14  | 14     | Fabio Fognini         | 2190         | (90)                | 45             | 2145           | Segunda ronda, perdió ante Denis Shapovalov      |
| 15  | 15     | Roberto Bautista      | 2000         | 180                 | 0              | 1820           | Baja por lesión antes de la primera ronda.       |
| 16  | 16     | Nick Kyrgios          | 1980         | 90                  | 10             | 1900           | Primera ronda, perdió ante Stan Wawrinka [WC]    |

#### Bajas masculinas
| Clasif | Jugador               | Puntos Antes | Puntos a Defender | Puntos ganados | Puntos Después | Baja debido a     |
| ------ | --------------------- | ------------ | ----------------- | -------------- | -------------- | ----------------- |
| 2      | Roger Federer         | 7080         | 600               | 0              | 6480           | Descanso          |
| 4      | Juan Martín del Potro | 5500         | 45                | 0              | 5455           | Lesión de muñeca  |
| 15     | Roberto Bautista      | 2000         | 180               | 0              | 1820           | Lesión de abdomen |

### Dobles masculino
| Tenista                             | Clasif | Preclasificados |
| Oliver Marach Mate Pavić            | 5      | 1               |
| Henri Kontinen John Peers           | 11     | 2               |
| Pierre-Hugues Herbert Nicolas Mahut | 15     | 3               |
| Mike Bryan Jack Sock                | 16     | 4               |
| Łukasz Kubot Marcelo Melo           | 19     | 5               |
| Jamie Murray Bruno Soares           | 27     | 6               |
| Jean-Julien Rojer Horia Tecău       | 27     | 7               |
| Juan Sebastián Cabal Robert Farah   | 29     | 8               |

### Individuales femenino
Las cabezas de serie están establecidas al ranking del 30 de julio.
| N.º | Clasif | Jugadora           | Puntos antes | Puntos por defender | Puntos ganados | Puntos después | Actuación en el torneo                            |
| --- | ------ | ------------------ | ------------ | ------------------- | -------------- | -------------- | ------------------------------------------------- |
| 1   | 1      | Simona Halep       | 7511         | 350                 | 900            | 8061           | Campeona, venció a Sloane Stephens [3]            |
| 2   | 2      | Caroline Wozniacki | 6660         | 585                 | 1              | 6076           | Segunda ronda, perdió ante Aryna Sabalenka        |
| 3   | 3      | Sloane Stephens    | 5492         | 350                 | 585            | 5727           | Final, perdió ante Simona Halep [1]               |
| 4   | 4      | Angelique Kerber   | 5305         | 105                 | 1              | 5201           | Segunda ronda, perdió ante Alizé Cornet           |
| 5   | 5      | Elina Svitolina    | 5020         | 900                 | 350            | 4470           | Semifinales, perdió ante Sloane Stephens [3]      |
| 6   | 6      | Caroline Garcia    | 4680         | 190                 | 190            | 4680           | Cuartos de final, perdió ante Simona Halep [1]    |
| 7   | 7      | Garbiñe Muguruza   | 4535         | 190                 | 0              | 4335           | Baja antes de la segunda ronda.                   |
| 8   | 8      | Petra Kvitová      | 4505         | 60                  | 105            | 4550           | Tercera ronda, perdió ante Kiki Bertens           |
| 9   | 9      | Karolína Plíšková  | 4485         | 190                 | 60             | 4355           | Segunda ronda, perdió ante Kiki Bertens           |
| 10  | 10     | Julia Görges       | 3900         | 1                   | 105            | 4004           | Tercera ronda, perdió ante Anastasija Sevastova   |
| 11  | 11     | Jeļena Ostapenko   | 3787         | 1                   | 1              | 3787           | Primera ronda, perdió ante Johanna Konta          |
| 12  | 13     | Daria Kasátkina    | 3525         | 60                  | 60             | 3585           | Segunda ronda, perdió ante María Sharápova        |
| 13  | 14     | Venus Williams     | 2901         | 105                 | 105            | 2901           | Tercera ronda, perdió ante Simona Halep [1]       |
| 14  | 15     | Elise Mertens      | 2830         | 60                  | 190            | 2960           | Cuartos de final, perdió ante Elina Svitolina [5] |
| 15  | 16     | Ashleigh Barty     | 2555         | 105+30              | 350            | 2770           | Semifinales, perdió ante Simona Halep [1]         |
| 16  | 17     | Naomi Osaka        | 2350         | 105+30              | 1              | 2216           | Primera ronda, perdió ante Carla Suárez [Q]       |

#### Bajas femeninas
| Clasif | Jugadora         | Puntos antes | Puntos por defender | Puntos ganados | Puntos después | Baja debido a |
| ------ | ---------------- | ------------ | ------------------- | -------------- | -------------- | ------------- |
| 7      | Garbiñe Muguruza | 4535         | 190                 | 0              | 4335           |               |
| 12     | Madison Keys     | 3127         | 0                   | 0              | 3127           |               |

### Dobles femenino
| Tenista                               | Clasif | Preclasificadas |
| Barbora Krejčiková Kateřina Siniaková | 6      | 1               |
| Chan Yung-jan Yekaterina Makarova     | 8      | 2               |
| Tímea Babos Kristina Mladenovic       | 11     | 3               |
| Andrea Hlaváčková Barbora Strýcová    | 15     | 4               |
| Gabriela Dabrowski Xu Yifan           | 20     | 5               |
| Andreja Klepač María José Martínez    | 24     | 6               |
| Nicole Melichar Květa Peschke         | 32     | 7               |
| Ashleigh Barty Demi Schuurs           | 33     | 8               |

## Campeones

### Individual masculino
Rafael Nadal venció a  Stefanos Tsitsipas por 6-2, 7-6(7-4)

### Individual femenino
Simona Halep venció a  Sloane Stephens por 7-6(8-6), 3-6, 6-4

### Dobles masculino
Henri Kontinen /  John Peers vencieron a  Raven Klaasen /  Michael Venus por 6-2, 6-7(7-9), [10-6]

### Dobles femenino
Ashleigh Barty /  Demi Schuurs vencieron a  Yung-Jan Chan /  Yekaterina Makarova por 4-6, 6-3, [10-8]